# Nini-Suhien Nationalpark
Nini-Suhien Nationalpark er en nationalpark i Ghana, der blev etableret i 1976, og har et areal på 	160  km². Sammen med Ankasa Resource Reserve er nationalparken en del af det 500 km² store Ankasareservatet.

## Miljø
Ankasareservatet er sammen med Nini-Sushien Nationalpark udpeget som et Important Bird Area (IBA) af BirdLife International, fordi det understøtter betydelige bestande af mange fuglearter.